# Leichtathletik-Weltmeisterschaften 2022/Teilnehmer (Chinesisch Taipeh)
| Goldmedaillen | Silbermedaillen | Bronzemedaillen |
| ------------- | --------------- | --------------- |
| —             | —               | —               |

Der Leichtathletikverband von Taiwan nahm an den Leichtathletik-Weltmeisterschaften 2022 in Eugene (Oregon) mit drei Athleten teil.

## Ergebnisse

### Frauen

#### Laufdisziplinen
| Athlet       | Disziplin | Vorlauf | Vorlauf | Halbfinale | Halbfinale | Finale    | Finale |
| Athlet       | Disziplin | Zeit    | Platz   | Zeit       | Platz      | Zeit      | Platz  |
| ------------ | --------- | ------- | ------- | ---------- | ---------- | --------- | ------ |
| Tsao Chun-yu | Marathon  | -       | -       | -          | -          | 2:47:02 h | 31     |

### Männer

#### Laufdisziplinen
| Athlet       | Disziplin    | Vorlauf | Vorlauf | Halbfinale    | Halbfinale    | Finale        | Finale        |
| Athlet       | Disziplin    | Zeit    | Platz   | Zeit          | Platz         | Zeit          | Platz         |
| ------------ | ------------ | ------- | ------- | ------------- | ------------- | ------------- | ------------- |
| Chen Kuei-ru | 110 m Hürden | 13,82 s | 34      | ausgeschieden | ausgeschieden | ausgeschieden | ausgeschieden |
| Chen Chieh   | 400 m Hürden | 50,28 s | 27      | ausgeschieden | ausgeschieden | ausgeschieden | ausgeschieden |